# Erebia peneplana
Erebia peneplana är en fjärilsart som beskrevs av Berger 1936. Erebia peneplana ingår i släktet Erebia och familjen praktfjärilar. Inga underarter finns listade i Catalogue of Life.